# Stiftung Domicilium

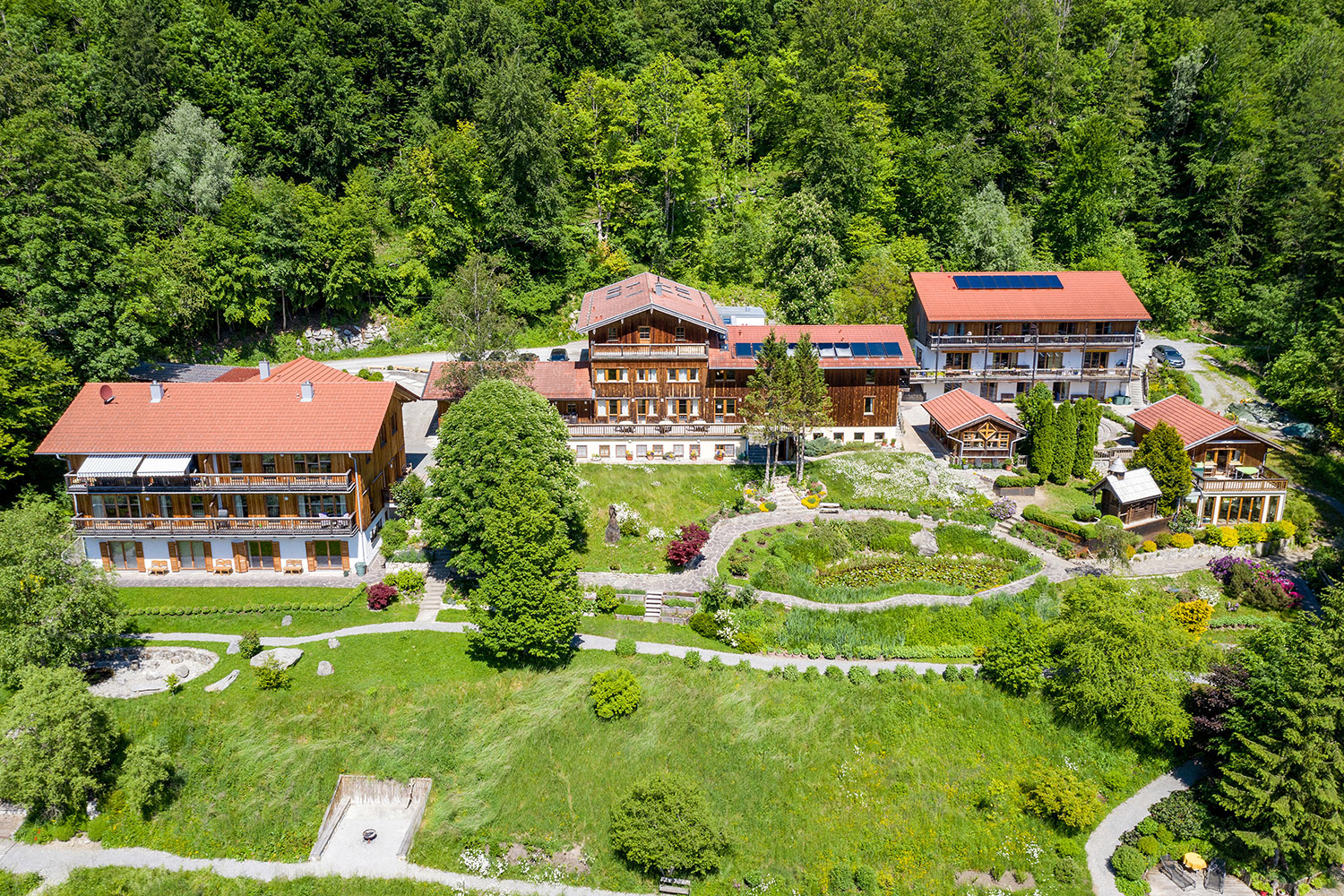
Luftaufnahme des Domicilium am Hochufer der Mangfall unterhalb des Klosterdorfs Weyarn

Das Domicilium in Weyarn, 30 km südlich von München, ist eine Meditations- und Bildungsstätte sowie eine Hospiz-Gemeinschaft in freier Trägerschaft. Sie wurde 1986 von Bogdan Snela und Helena Snela gegründet und verfolgt das Ziel, Zen, Spiritualität und Bildung wie auch Hospiz und Pflege zu fördern.

## Geschichte
Der gemeinnützige Verein Domicilium zur Integration sozial Verwaister wurde 1986 von dem Theologen Bogdan Snela und der Psychologin Helena Snela ins Leben gerufen. Mitauslöser für die Vereinsidee war ein Projekt des Jugendamts München sowie der Austausch mit Pflege- und Adoptiveltern.
Die Begegnung mit dem Jesuitenpater und Zen-Meister Hugo Enomiya-Lassalle führte zur spirituellen Ausrichtung des Vereins auf die Verbindung von Meditation und sozialem Engagement hin. Ein Anwesen in Weyarn wurde erworben und ein Meditationshaus gegründet

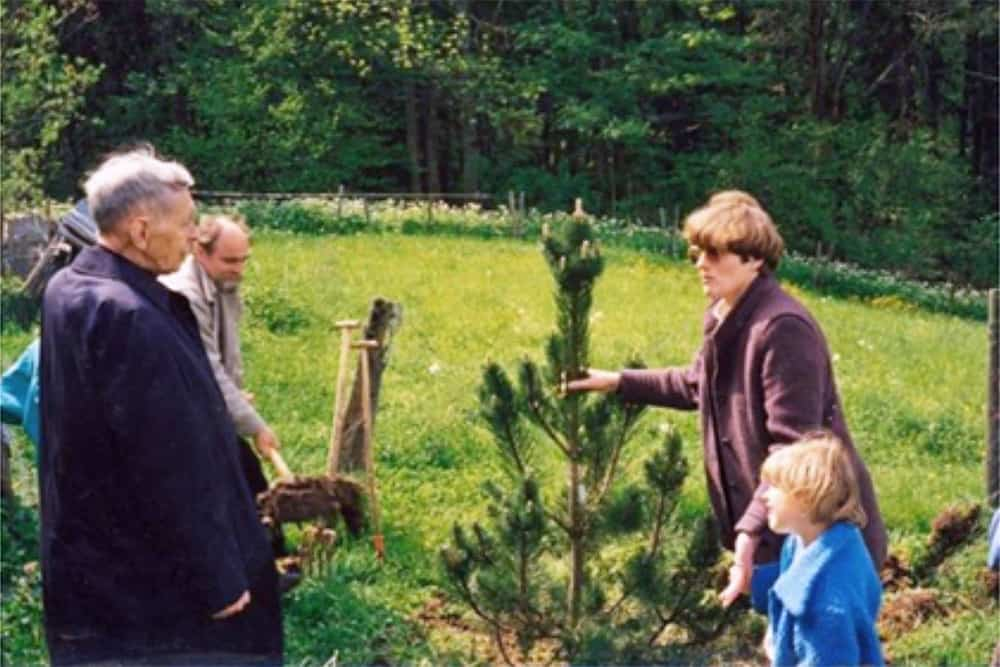
Pater Lassalle (links im Bild) bei der Einweihung des Domicilium 1986. Rechts im Bild: Helena Snela, Mitbegründerin des Domicilium

1999 wurde in direkter Nachbarschaft des Meditationshauses die Domicilium Hospiz-Gemeinschaft gegründet. Ein 2004 errichteter Neubau dient als Hospiz-Gebäude.
Um den Aufgaben der Betreuung von Kranken und Sterbenden fachlich gerecht zu werden, gründete der Verein 2001 die Domicilium Akademie, die Fortbildungen und Symposien im palliativen, medizinischen und spirituellen Bereich anbietet. Gründungsmitglied und Rektor der Akademie ist der Religionswissenschaftler Michael von Brück.
2018 wurde das Meditationshaus des Domicilium um eine große Meditationshalle erweitert und das Sanbo Zendo Weyarn eingeweiht. Es greift die Ästhetik eines traditionellen japanischen Zendo auf. Geleitet wird das Sanbo Zendo Weyarn von dem Zen-Meister und Theologen Migaku Sato.

## Thematisches Spektrum
Die Arbeitsbereiche des Domiciliums in Weyarn sind:
- Im Meditations- und Bildungshaus werden jährlich über 60 Veranstaltungen zu Zen, Meditation, Achtsamkeit, Spirituelle Wege und Persönlichkeitsbildung angeboten.
- Das Sanbo Zendo Weyarn im Domicilium ist ein Ort, in dem Zen in der Tradition des Sanbôzen[4] praktiziert wird.
- Die Domicilium-Akademie führt Fortbildungen, Seminare und Symposien zu palliativen, sozialethischen, spirituellen und medizinischen Themen durch.[5]
- In der Hospiz-Gemeinschaft werden bis zu acht schwerkranke und sterbende Menschen medizinisch, psychologisch und spirituell begleitet.[6][7]
- Der ambulante Pflegedienst der Stiftung Domicilium e.V. ermöglicht alten und pflegebedürftigen Menschen ein würdevolles Leben in häuslicher Atmosphäre.[8]

## Persönlichkeiten
- Bogdan Snela (1937–2021), Theologe und Lektor für Religion und Spiritualität im Kösel-Verlag, Mitbegründer und Leiter des Domicilium[9]
- Michael von Brück (* 1949), Religionswissenschaftler, Theologe, Zen- und Yoga-Lehrer, Rektor der Domicilium Akademie
- Migaku Sato (* 1948), Theologe und Zen-Lehrer, Leiter des Sanbo Zendo Weyarn im Domicilium[10]